# Heterolaophonte longisetigera
Heterolaophonte longisetigera är en kräftdjursart som beskrevs av Walter Klie 1950. Heterolaophonte longisetigera ingår i släktet Heterolaophonte och familjen Laophontidae. Arten är reproducerande i Sverige. Inga underarter finns listade i Catalogue of Life.